# Parentifikace

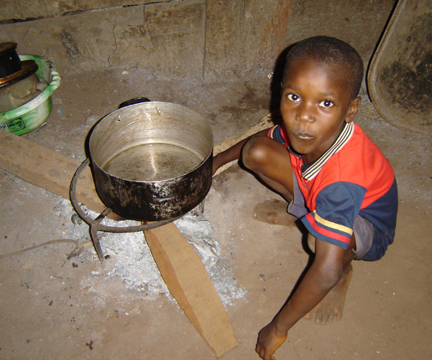
Malé děti ještě nejsou vývojově schopné zvládnout samostatné vaření na ohni. Očekávat, že budou vařit samy, je příkladem parentifikace

Parentifikace (neboli záměna rolí mezi rodičem a dítětem) je jev, kdy je dítě (teenager) nuceno podporovat rodinu způsoby, které nejsou pro jeho vývoj vhodné a jsou pro něj příliš zatěžující. Je sice přirozené, že i malé dítě pomůže dospělým při přípravě jídla pro rodinu, ale není v pořádku, když se po něm chce, aby samo zajistilo a připravilo jídlo pro všechny. Pokud ale úkol odpovídá jeho schopnostem, jako když dítě přinese něco pro rodiče, nebo když teenager připraví jídlo, nejedná se o parentifikaci, i když to pomáhá rodině, odlehčuje rodičům nebo to není něco, co by si teenager sám vybral dělat.
Byly identifikovány dvě hlavní formy parentifikace: instrumentální a emocionální. Instrumentální parentifikace znamená, že dítě vykonává fyzické úkoly pro rodinu, jako je vaření nebo úklid. Emocionální parentifikace nastává, když dítě nebo dospívající musí převzít nevhodné emocionální role, například roli důvěrníka nebo zprostředkovatele mezi rodiči nebo ostatními členy rodiny. 

## Vývoj a teoretické základy
Melitta Schmidebergová v roce 1948 upozornila, že emocionální deprivace může způsobit, že rodiče (i nevědomky) začnou vnímat své děti jako náhradní rodiče. V roce 1967 Minuchin a jeho tým poprvé použili termín „parentifikace“. V roce 1973 Boszormenyi-Nagy a další tento pojem definovali jako „očekávání rodiče, že dítě převezme roli rodiče v rodinném systému“. Eric Berne varoval před nebezpečím, když mají rodiče a děti symetrický vztah, místo aby byl vztah asymetrický, jak je tomu běžně. Například, když nejstarší dítě nahradí nepřítomného manžela v rodinné dynamice.

## Vliv pohlaví a pořadí narození dítěte

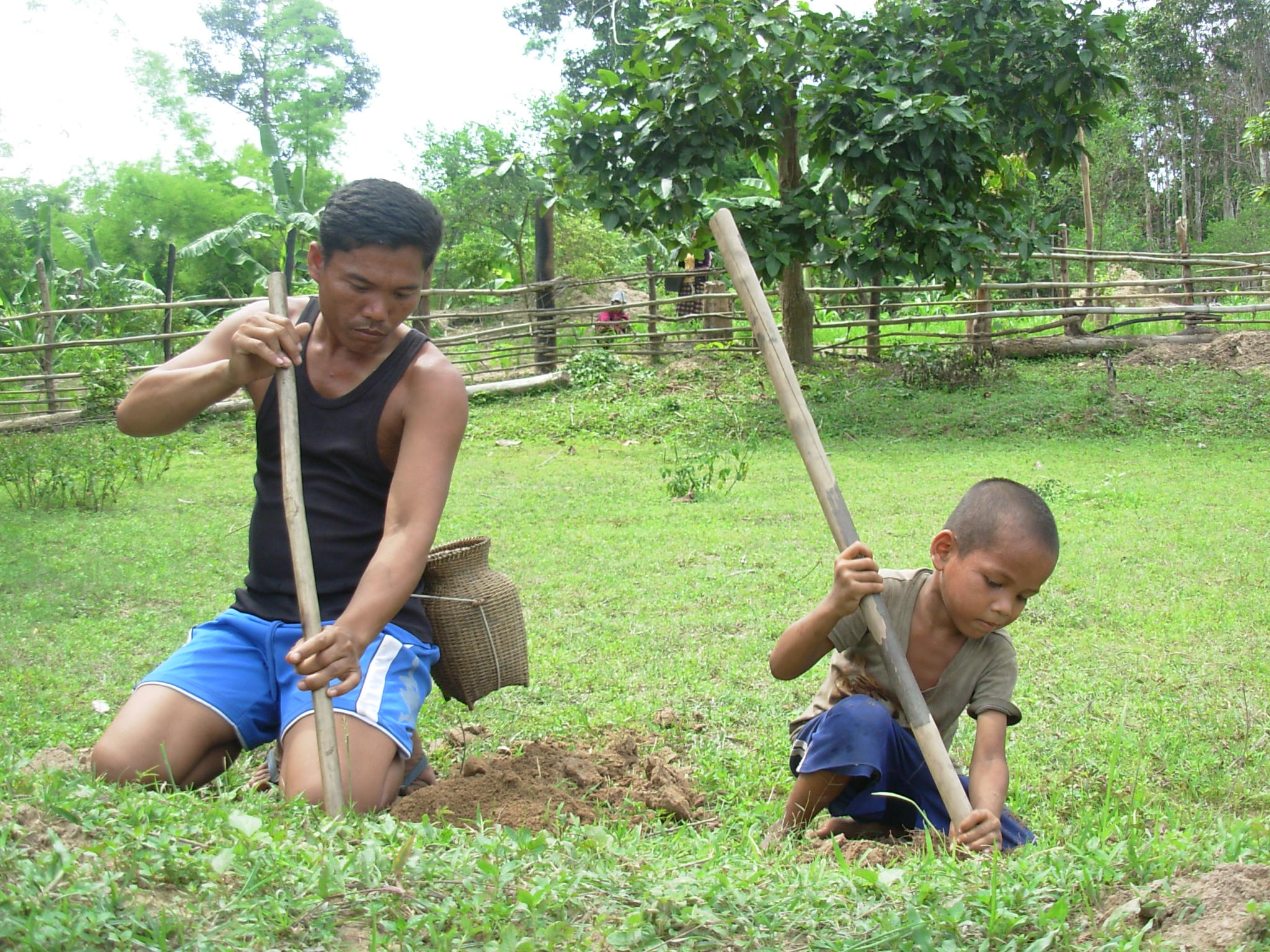
Tento otec a jeho malý syn společně vykopávají jídlo pro svou rodinu. Učit dítě užitečné dovednosti pro život není parentifikace

V rodinách s více dětmi je nejčastěji ohroženo parentifikací nejstarší dítě, nebo nejstarší dítě určitého pohlaví. Starší děti, obvykle prvorozené, bývají často vybrány, aby v rodině zastávaly roli rodiče. Je to proto, že jsou vývojově schopné poskytnout rodině více pomoci než mladší sourozenci. 
Vliv pohlaví znamená, že někdy je jako „rodič“ v rodině vybrán nejstarší chlapec nebo nejstarší dívka, i když nejsou nejstaršími dětmi vůbec. Důvodem může být například snaha sladit pohlaví dítěte s chybějícím rodičem. Pokud je v rodině dítě s postižením, starší sourozenci, zejména dívky, jsou nejvíce ohroženi parentifikací. Tendence zatěžovat nejstarší dívku v rodině je někdy nazývána syndromem nejstarší dcery.
Otec, vdovec nebo svobodný rodič může své dítě vnímat jako svého partnera. Tento jev je známý jako spousifikace a častěji se vyskytuje u svobodných než u vdaných rodičů. Spousifikace matka–syn je běžnější než spousifikace otec–dcera. Matky mohou své syny v této roli vidět kvůli touze po ochraně, ale zároveň strachu z mužů. Jejich synové jsou pro ně méně hrozivou volbou. Parentifikace matka–dcera je také častější než parentifikace otec–dcera. Dívky mají větší pravděpodobnost než chlapci, že budou emocionálními kotvami. V vztahu matka–dcera může matka požadovat, aby její dcera převzala roli pečovatelky, porušuje přirozené očekávání dítěte, že rodič bude poskytovat lásku a péči.

## Typy
Existuje několik typů parentifikace a souvisejících konceptů:
- Instrumentální parentifikace – Zahrnuje dítě vykonávající fyzické úkoly pro rodinu, jako je vaření nebo úklid. Učení dítěte nebo adolescenta nezbytným dovednostem není parentifikace, stejně jako požadavek na dítě, aby přiměřeným způsobem pomáhalo s domácími pracemi. Rozdíl mezi instrumentální parentifikací a dobrým rodičovstvím spočívá v tom, zda množství a typ práce odpovídá vývojovým potřebám dítěte. Dobří rodiče poskytují příležitosti k tomu, aby se děti a adolescenti naučili životním dovednostem, jako je vaření, úklid a péče o ostatní. V dospělosti pak zvládnou disponovat těmito schopnostmi. Pokud ale množství domácí práce brání dítěti v dostatečném odpočinku nebo návštěvě školy, stává se to nadměrným zatěžováním. Stejně tak většina dětí může pomáhat s přípravou jídla, ale většinou nemají tolik motorických dovedností, pozornosti, zkušeností nemají dostatečnou pozornost, aby bezpečně vařily bez dozoru.
- Emocionální parentifikace – Nastává, když je dítě tlačeno do vývojově nevhodných rolí emocionální podpory. Někteří rodiče požadují od svých dětí radu ohledně vlastních romantických vztahů. Očekávají, že dítě bude podporovat a zvládat jejich emoce, nebo tlačí děti do role mediátorů a prostředníků v rodině. Emocionální parentifikace je škodlivější než instrumentální parentifikace.
- Adaptivní parentifikace – Adaptivní parentifikace nastává, když dítě převezme důležité praktické úkoly, ale zároveň dostává emocionální podporu a uznání za svůj přínos rodině. Tento typ parentifikace bývá obvykle přijatelný v dočasných situacích.
- Destruktivní parentifikace – Zahrnuje škodlivé formy parentifikace, zejména pokud chybí emocionální podpora.
- Spousifikace – Je jev, kdy rodič zachází s dítětem jako se svým partnerem. Například svobodná matka může zacházet se svým synem jako s dospělým a očekávat, že převezme praktické nebo emocionální požadavky, které by jinak měl řešit její manžel.[5]
- Narcistická parentifikace – Nastává v případě narcistického rodiče. Dítě nuceno přijmout idealizovanou projekci rodiče, což podporuje v dítěti kompulzivní perfekcionismus na úkor jeho přirozeného vývoje. Pseudointegrace znamená, že dítě je tlačeno k tomu, aby přijalo ideály rodiče, což může vést k tlaku na perfekcionismus a narušení jeho přirozeného vývoje. Dítě je tlačeno, aby přijalo vlastnosti, které rodič považuje za ideální, což může vést k nadměrným očekáváním a tlaku na dítě.[6]

## Důsledky a následky
Parentifikace je škodlivá, když je pro dítě nespravedlivá, příliš náročná nebo vývojově nevhodná. I když může být v některých případech užitečná nebo přiměřená, tak v destruktivní podobě může vést k problémům, jako je narušení rodinných rolí, kdy dítě přebírá odpovědnosti dospělého, problémy dítěte s přizpůsobením se, zneužívání, chování, které není zdravé, potlačené emoce a problémy v sociálních vztazích. Děti, které zažívají parentifikaci, mají také vyšší riziko deprese, sebevražedných myšlenek, úzkosti a nízkého sebevědomí.
Parentifikace byla spojena s mladými ženami, které trpí poruchami příjmu potravy, zejména v případech, kdy je problém ve vztahu mezi otcem a dcerou. Pokud je v rodině více dcer, je nejstarší dcera častěji vystavena sexuálnímu zneužívání a přebírá roli, která by měla náležet rodiči. Některé z jejích mladších sester mohou být později vystaveny podobnému chování. U emocionální parentifikace mezi otcem a synem může vzniknout deprese a problémy v chování syna. Hlavním důsledkem parentifikace je, že dítě přichází o vývojově vhodné dětství. Může dokonce opustit školu, aby převzalo roli rodiče. V případě destruktivní parentifikace dítě přebírá příliš velkou odpovědnost v rodině, aniž by mu byla poskytnuta dostatečná podpora od ostatních. Tím, že se stane pečujícím rodičem, ztrácí své místo v rodině jako dítě. V extrémních případech to může vést k tomu, že dítě ztratí svou identitu a trpí pocitem, že jeho základní sebeuvědomění je ohroženo. V dospělosti mohou parentifikované děti pociťovat úzkost z opuštění a ztráty, a mívají problémy přijmout odmítnutí nebo zklamání ve vztazích.
Boszormenyi-Nagy a další výzkumníci tvrdí, že parentifikace není vždy škodlivá. Podle nich může dítě získat výhody z toho, že je považováno za schopného a že přebírá roli, která spočívá v podpoře a péči o rodinu. Někteří vědci dokonce spekulují, že parentifikace může pomoci dítěti rozvíjet empatii, altruismus a odpovědnost. Dítě se může dokonce rozhodnout pro kariéru v oblasti duševního zdraví. Pozitivní účinky jsou pravděpodobnější, pokud je parentifikace krátkodobá a mírná, což je případ adaptivní parentifikace. Ta nastává, pokud rodič hraje klíčovou roli ve vývoji dítěte a uznává jeho úsilí převzít rodičovskou roli. Adaptivní parentifikace nemusí být negativní, pokud je spíše o praktické pomoci než o emocionálním zatížení, a navíc je dočasná, nezatěžuje dítě příliš a rodiče poskytují spravedlivou podporu. V takovém případě to není projevem patologie, ale způsobem, jak dítě zvládá stres.